# Viniegra de Arriba
Viniegra de Arriba (früher: Viniegra de Suso) ist ein abgelegenes kleines Bergdorf und eine zur bevölkerungsarmen Region der Serranía Celtibérica gehörende Gemeinde (municipio) mit 40 Einwohnern (Stand: 2024) im Südwesten der Autonomen Gemeinschaft La Rioja in Spanien.

## Lage
Die Gemeinde Viniegra de Arriba liegt an der Grenze zur Provinz Soria in einer Höhe von etwa 1180 m im wald- und wasserreichen Naturpark Sierra de la Demanda. Die Entfernung zur Provinzhauptstadt Logroño beträgt ca. 62 km Fahrtstrecke nordöstlich. Das Klima ist gemäßigt bis warm; Regen (ca. 851 mm/Jahr) fällt überwiegend im Winterhalbjahr.

## Bevölkerungsentwicklung
| Jahr      | 1970 | 1981 | 1991 | 2001 | 2011 | 2021 |
| Einwohner | 69   | 49   | 44   | 55   | 49   | 37   |

Infolge der Mechanisierung der Landwirtschaft, der Aufgabe bäuerlicher Kleinbetriebe und des daraus resultierenden geringeren Arbeitskräftebedarfs ist die Zahl der Einwohner seit Beginn des 20. Jahrhunderts stark zurückgegangen.

## Sehenswürdigkeiten
- Kirche Mariä Himmelfahrt
- Magdalenenkapelle

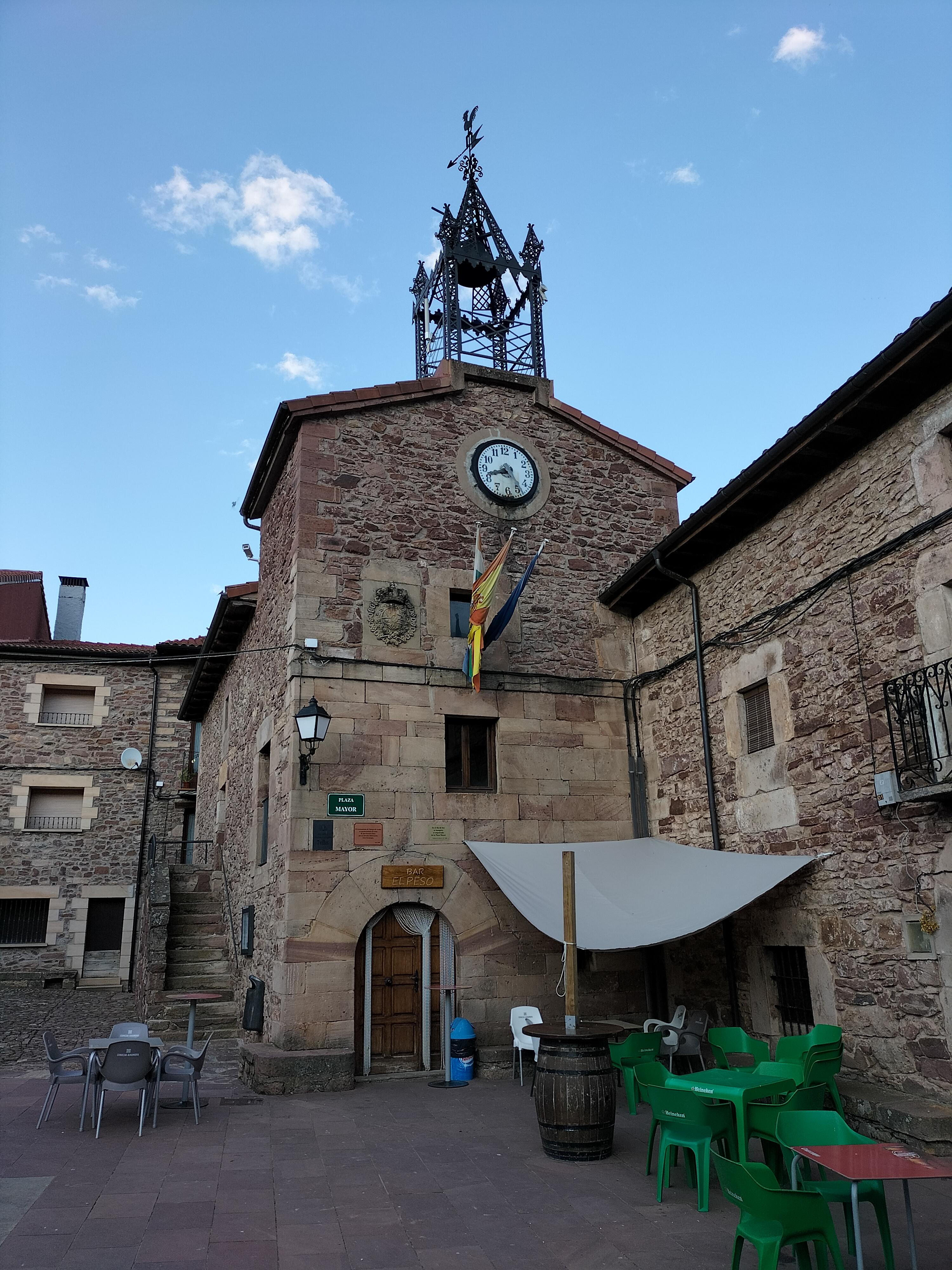
Rathaus